# Helen Watts
Helen Watts (* 9. Dezember 1927 in Milford Haven, Pembrokeshire, Wales; † 7. Oktober 2009) war eine walisische Opernsängerin und Konzertsängerin mit der Stimmlage Alt.

## Leben
Helen Watts studierte zunächst Klavierspiel, wechselte jedoch dann zum Gesang. Das Gesangsstudium absolvierte sie an der Royal Academy of Music in London. Nach Abschluss ihrer Ausbildung wurde sie zunächst Mitglied des BBC-Rundfunkchors, bald erfolgten jedoch ihre ersten professionellen Auftritte als Solistin. Auch diese hatte Watts anfangs beim Rundfunk. So sang sie 1953 in einer Rundfunksendung der BBC Kantaten von Johann Sebastian Bach. Ebenfalls 1953 wirkte sie an einer Rundfunkübertragung der Oper Orfeo ed Euridice von Christoph Willibald Gluck in der Titelrolle des Orpheus mit. Unter der musikalischen Leitung von Sir Malcolm Sargent gab sie 1955 ihr Debüt bei den Londoner Proms mit Konzertarien von Johann Sebastian Bach. 1963 sang Watts bei den Proms das Alt-Solo in einer Aufführung der 3. Sinfonie d-Moll von Gustav Mahler. 1975 sang sie in einer quadrofonischen Einspielung des Oratoriums Messiah von Händel unter der Leitung von Raymond Leppard die Altstimme.
1958 gab Watts ihr Debüt als Bühnensängerin. Bei der Handel Opera Society sang sie den Didymus in Georg Friedrich Händels Oratorium Theodora. 1959 folgten dort Auftritte als Ino und Juno in dem Oratorium Semele. 1961 übernahm sie die Titelrolle in der Oper Rinaldo. 1965 wurde Helen Watts Mitglied der Covent Garden Opera in London. Sir Georg Solti verpflichtete Watts in den 1960er Jahren außerdem für seine Gesamteinspielung von Richard Wagners Bühnentetralogie Der Ring des Nibelungen für die Rollen der Schwertleite in Die Walküre und als 1. Norn in der Götterdämmerung. Im Wagner-Fach gehörte außerdem die Erda in Das Rheingold und in Siegfried zu ihren Glanzpartien.
Außerdem trat sie als Opernsängerin häufig in Opern von Benjamin Britten und Ralph Vaughan Williams auf. 1984 sang sie an der Opéra National de Lyon als Gutsbesitzerin Larina in Eugen Onegin von Peter Tschaikowski eine ihrer letzten Bühnenrollen. 1985 zog sich Watts von der Bühne zurück.
Helen Watts galt weltweit als geschätzte Konzertsängerin. Sie sang ein weitgefächertes Konzertrepertoire, das schwerpunktmäßig Werke von Johann Sebastian Bach, Georg Friedrich Händel und Wolfgang Amadeus Mozart, aber auch Werke von Gustav Mahler und Arnold Schönberg enthielt. Mehrfach trat sie in dem Oratorium The Dream of Gerontius von Edward Elgar auf. Als Liedsängerin interpretierte sie unter anderem den Liederzyklus Frauenliebe und -leben von Robert Schumann.
1978 wurde sie von Königin Elisabeth II. zum Commander of the British Empire, CBE, ernannt.
Das durch zahlreiche Rundfunkaufnahmen, Live-Mitschnitte und Schallplatten überlieferte musikalische Werk von Helen Watts wurde in den letzten Jahren teilweise auch auf CD wiederveröffentlicht.